# Malcesine
Malcesine es una localidad y comune italiana de 3582 habitantes, ubicada en la provincia de Verona (una de las siete provincias de la región de Véneto).

## Demografía

Vistas del lago de Garda desde la estación del teleférico de Malcesine

| Gráfica de evolución demográfica de Malcesine entre 1861 y 2001 |
|                                                                 |
| fuente ISTAT - elaboración gráfica a cargo de Wikipedia         |